# Гангур, Мария Петровна
Мария Петровна Гангур (укр. Марія Петрівна Гангур; род. 24 августа 2000) — украинская тяжелоатлетка, выступающая в категории до 64 кг. Чемпионка Европы 2022 года.

## Карьера
В 2017 году на юниорском чемпионате мира в Токио в весовой категории до 53 килограммов завоевала серебряную медаль.
На взрослом уровне дебютировала на чемпионате мира 2018 года в Ашгабаде, где в категории до 55 кг заняла 31-е место. В 2019 году на чемпионате Европы в Батуми в этой же категории стала пятой с результатом 186 кг по сумме двух упражнений.
В апреле 2021 года на Чемпионате Европы в Москве, украинская тяжёлоатлетка в весовой категории до 59 кг, с результатом 197 килограммов стала седьмой. На чемпионате мира в Ташкенте в конце 2021 года, в категории до 59 кг с результатом 215 кг стала четвёртой, но смогла завоевать малую золотую медаль в упражнении "рывок" (101 кг).
На чемпионате Европы 2022 года в Тиране завоевала золотую медаль в категории до 64 килограммов. Её результат по сумме двух упражнений 222 килограмма. В упражнении «рывок» с весом 102 кг завоевала малую золотую медаль, в другом упражнении «толчок» стала третьей (120 кг).
В Ереване, на чемпионате Европы 2023 года в категории до 64 кг завоевала серебряную медаль с результатом 214 кг по сумме двух упражнений. В упражнении рывок ей досталась малая бронзовая медаль.

## Достижения
Чемпионат Европы
| Результат | Вес      | Год  | Место соревнований | Рывок | Толчок | Общий вес |
| Золото    | до 64 кг | 2022 | Тирана, Албания    | 102,0 | 120,0  | 222,0     |
| Серебро   | до 64 кг | 2023 | Ереван, Армения    | 98,0  | 116,0  | 214,0     |